# Mondial Lugoj
Mondial Lugoj este o companie producătoare de obiecte sanitare din România.
Mondial deține o fabrică la Lugoj , unde produce obiecte sanitare, armături, căzi de baie și cabine de duș.
Firma face parte din grupul german Villeroy & Boch, care controlează 99,5% din capital.
Compania are o capacitate de producție de 1,25 milioane obiecte sanitare pe an.
În anul 2004, firma Mondial era cel mai mare producător de obiecte sanitare din România, fiind creditat cu o cotă de circa 45% - 50% din totalul pieței de profil.
Cifra de afaceri:
- 2011: 28,7 milioane euro [3]
- 2006: 32,4 milioane euro [1]